# ロン・都
ロン・都（-みやこ）は、マツオインターナショナル株式会社ロン・都事業部が展開している衣料品店。
本稿では、2019年5月まで運営を手掛けていた株式会社ロン・都（-みやこ、RON MIYAKO FASHION GROUP）についても記述する。

## 概要
現会長の宮内義人が屋代駅前に出店した個人店舗が発祥である。創業の3年後に株式会社化し、各地へ展開を始めた。
現在は「ロン・都」「Pure House（ピュアハウス）」「ooPs!（ウップス!）」「endroit bis（アンドロワビス）」「madam joconde（マダムジョコンダ）」「at Room（アットルーム）」の6ブランドがあり、長野県を始めとする5県に計30店舗を展開している。店舗形態は郊外型のロードサイド店を主力としていたが、近年市街地の路面店、ショッピングセンターやファッションビルへのテナント出店も増えている。
レディースがメインだが、最大級の店舗であるロン・都イーストプラザ店および豊科インター店ではメンズも取り扱う。
しかし、1997年10月の北陸新幹線長野開業による購入層の首都圏への流失やネット通販の影響で業績が悪化。このため、2019年3月18日に長野地方裁判所へ民事再生法適用を申請。東京都渋谷区に本社があるマツオインターナショナルと事業譲渡契約を締結。事業は2019年5月にマツオインターナショナルへ譲渡され、マツオインターナショナルロン・都事業部となった。
ロン・都は民事再生手続を継続していたが、2020年11月2日に法人格が消滅した。

## 沿革
- 1964年（昭和39年） - 更埴市（現 千曲市）の屋代駅前で個人創業
- 1967年（昭和42年）3月7日 - 株式会社ミヤコヤ設立。当時の本社は更埴市（現 千曲市）
- 1968年（昭和43年） - 長野市に出店
- 1971年（昭和46年） - 株式会社ロン・都に商号変更。本社を長野市に移転
- 2019年（平成31年）3月18日 - 長野地方裁判所へ民事再生法適用を申請。同日付けで監督命令を受ける[3][4]。
- 2019年（令和元年）5月 - 事業をマツオインターナショナルへ譲渡。株式会社ロン・都は民事再生手続継続。
- 2020年（令和2年）11月2日 - 株式会社ロン・都の法人格消滅。

## 店舗
市街地路面店には「*」、テナント店舗には「**」を付した。ロードサイド店は無印。

### ロン・都
長野県北信地方
- 長野市 - イーストプラザ店・北長野店**・川中島店・イオンタウン長野三輪店**・権堂店**
- 須坂市 - 須坂店**
- 中野市 - イオン中野店**

長野県東信地方
- 上田市 - 上田インター店**・アリオ上田店**
- 佐久市 - 佐久店

長野県中信地方
- 松本市 - 南松本店

長野県南信地方
- 飯田市 - 飯田座光寺店・イオン飯田店**
- 諏訪市 - 諏訪赤沼店
- 伊那市 - 伊那店
- 下諏訪町 - 下諏訪店

新潟県
- 長岡市 - 長岡アークプラザ店
- 上越市 - 上越店

山梨県
- 昭和町 - 甲府昭和店

群馬県
- 伊勢崎市 - 伊勢崎店

静岡県
- 静岡市 - ベイドリーム清水店

### ピュアハウス（Pure House）
長野県
- 長野市 - ミドリ長野店**
- 佐久市 - イオン佐久平店**

### ウップス!（ooPs!）
長野県
- 上田市 - イオン上田店**

### アンドロワビス（endroit bis）
長野県
- 長野市 - アンドロワビス店*

### マダムジョコンダ（madam joconde）
長野県
- 長野市 - マダムジョコンダ店*

### アットルーム（at Room）
長野県
- 安曇野市 - 安曇野インター店